# Pietra de’ Giorgi
Pietra de’ Giorgi ist eine norditalienische Gemeinde (comune) mit 760 Einwohnern (Stand 31. Dezember 2023) in der Provinz Pavia in der Lombardei. Die Gemeinde liegt etwa 20 Kilometer südsüdöstlich von Pavia am Scuropasso in der Oltrepò Pavese.